# Tři velšské romance
Tři velšské romance (Y Tair Rhamant) jsou tří příběhy ze středního Walesu pravděpodobně ze 13. století zařazené do anglického překladu souboru dvanácti středověkých velšských bájí a pověstí Mabinogi lady Charlottou Guestovou. Jsou to verze artušovských příběhů, které se také objevují v díle Chrétiena de Troyes z druhé poloviny 12. století, a je možno je nalézt v Bílé knize Rhydderchově a v Červené knize hergetské ze 14. století. Tato část překladu Mabinogi se výrazně liší od ostatních jeho částí, protože se tematikou a postavami spíše přibližuje francouzskému dvorskému románu. Příběhy nejsou ale přímým překladem děl Chrétiena de Troyes a zahrnují materiál, který se v Chrétienově díle nenachází. Přesto není dodnes vyřešena otázka, zda jsou založeny na Chrétienových básních nebo zda pocházejí ze staršího sdíleného originálu.
Česky tyto romance nevyšly, protože jediný český překlad Mabinogi od Jana Vilíkovského je neobsahuje.

## Obsah
Mezi tyto romance patří:
- Owain, aneb Paní fontány (Owain, neu Iarlles y Ffynnon ), což odpovídá Chrétienovu Yvainovi, rytíři se lvem (Yvain ou le Chevalier au lion).
- Geraint a Enid (Geraint ac Enid), což odpovídá Chrétienovu Erec a Enide (Érec et Énide).
- Peredur, syn Efrawga (Peredur fab Efrawg), což odpovídá Chrétienovu dílu Parsifal aneb Příběh grálu (Perceval ou le Conte du Graal).[3]

### Owain, aneb Paní fontány

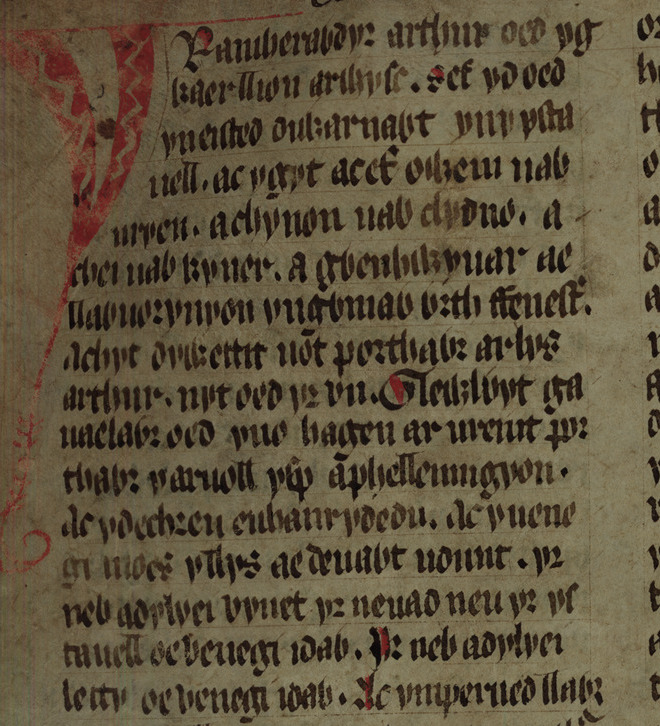
Začátek romance Owain, aneb Paní fontány v Červené knihy hergetské

Romance se v podstatě obsahově shoduje s dílem Chrétiena de Troyes Yvain, rytíř se lvem. Někteří literární historikové mají za to, že obě díla jsou odvozena ze společného ztraceného zdroje, ale nyní převládá názor, že Owain je založen na Chrétienově básni s úpravami pro oslovení velšského publika. Stále je ale pravděpodobné, že Chrétien měl zase velšský zdroj, protože příběh je založen na skutečné historické postavě, kterou je Owain mab Urien (zemřel kolem roku 595), syn Uriena, krále Rhegedu v severní Anglii a jižním Skotsku, kteří společně bojovali proti Anglosasům z Northumbrie.
Příběh, který je považován za nejpřístupnější a umělecky nejúspěšnější z velšských romancí, začíná na dvoře krále Artuše v Caerleonu. Rytíři si zde krátí dlouhou chvíli vyprávěním příběhů. Jeden z nich jménem Cynon, syn Clydna (Cynon ap Clydno), popisuje podivné dobrodružství, ve kterém bloudil odlehlými oblastmi země a hledal důstojného protivníka. V překrásném údolí objevil velký zářící hrad u moře se žlutovlasým lordem a dvaceti čtyřmi překrásnými pannami. Cynon se zde dozvěděl, že v nedalekém lese žije „strážce lesa“, ohavný obr, který jej nasměruje k jeho vytouženému protivníkovi. Druhý den Cynon opravdu obra našel a dostal od něj pokyny, jak najít Černého rytíře, pána magické fontány, která je spojena s úrodností okolní země a která dokáže vyvolat bouři s krutým krupobitím ohrožujícím život, pokud někdo poleje vodou její mramorovou desku. Cynon to udělal a po bouři pak dorazil Černý rytíř, zaútočil na Cynona, sebral mu koně a zahnal jej pryč. Obr se pak Cynonovi vysmál, ten se vrátil do hradu dívek, dostal nového koně a vrátil se domů. 

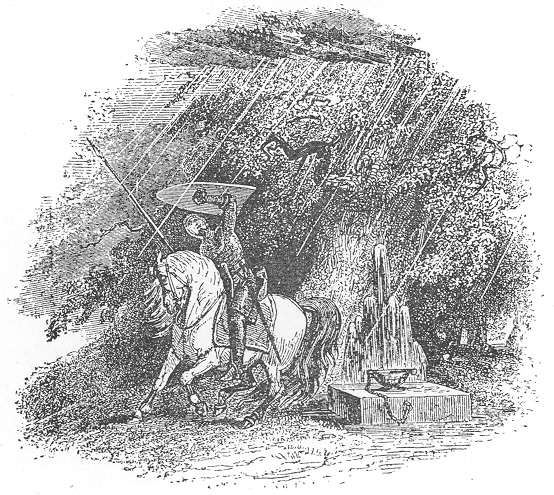
Owain nebo Cynon se skrývají před bouří u fontány, ilustrace z roku 1902

Rytíře Owaina po vyslechnutí příběhu okamžitě popadne nutkání najít říši fontány. Řídí se Cynonovým popisem cesty, ubytuje se u žlutovlasého lorda a jeho dívek, domluví se obrem, strážcem lesa, přežije krupobití a přivolá rozzlobeného Černého rytíře. Owain však na rozdíl od Cynona v souboji zvítězí a pronásleduje smrtelně zraněného strážce fontány až do jeho hradu. Když chce za ním dovnitř, ocitne se najednou uvězněn mezi zavírající se padací mříží brány a vnitřními dveřmi do hradu. Při pohledu škvírou Owain uvidí za branou dívku se zlatými vlasy oděnou do žlutých šatů. Dívce jménem Luned se Owain líbí, proto jej osvobodí a daruje mu prsten ochrany a neviditelnosti, takže když ho muži z hradu přijdou zabít, nejsou schopni ho najít. Owain pak následuje dívku do její krásně vyzdobené komnaty, kde mu poskytne to nejlepší víno a jídlo.
Později slyší Owain nářek a Luned mu vysvětluje, že obyvatelé hradu oplakávají rytíře fontány, který na zranění zemřel. Owain otevře okno komnaty a podívá se ven. Uvidí pohřební průvod a ptá na krásnou dámu, kterou v něm vidí. Luned mu řekne, že je to Paní fontány, manželka muže, kterého zabil. Owain se okamžitě do dámy zamiluje a řekne Luned o svých citech.
Zatímco Owain spí, Luned jde za svou paní a řekne jí, že pokud nebude schopna bránit fontánu, její vláda bude ohrožena. Roli ochránce že však může splnit pouze rytíř ze dvora krále Artuše a nabídne se, že takového válečníka najde. Pak se Luned vrátí do své komnaty, kde se skrývá po dobu, kterou zabere návštěva a návrat z Artušova dvora. Poté znovu navštíví svou paní a přivede s sebou Owaina, kterého Paní fontány nakonec přijme jako svého manžela a nového Černého rytíře, ochránce království. Owain tuto roli plní tři roky.
Mezitím Artuš vyjadřuje pocit ztráty z dlouhodobé nepřítomnosti Owaina. Proto se nakonec vydá s Cynonem a se tři sta muži Owaina hledat. Najdou hrad dívek, černého obra i fontánu. Rytíř Cai (Kay) vyvolá bouři a přivolá Černého rytíře, který Caie porazí. Když Cai podlehne Černému rytíři i druhý den, bojuje s ním Owainův přítel a bratranec Gwalchmai (Gawain). Boj trvá tři dny, přičemž ani jeden není schopen druhého porazit. Nakonec, v průběhu boje, Černý rytíř rozbije hledí Gwalchmaiovy přilby a pozná svého příbuzného. Boj okamžitě ustane a Černý rytíř (Owain) si sundá helmu a odhalí svou identitu. Bratranci jsou usmířeni a Owain se znovu připojuje ke svým bývalým společníkům v Artušově táboře. Všichni pak pokračují k hradu Paní fontány, kde hodují tři měsíce, než se rozhodnou, že by se měli vrátit domů. Přesvědčí také Owaina, aby se vrátil s nimi. Ten ujistí Paní fontány, že se vrátí za tři měsíce. Avšak‚ jakmile dorazí do své bývalé válečnické družiny, zůstane místo tří měsíců tři roky. 
Jednoho dne přijede do Caerleonu dívka na koni se zlatým postrojem a vezme Owainovi jako podvodníkovi a zrádci jeho prsten. Owain je z toho nesvůj a nakonec se ve smutku a znechucení sama nad sebou toulá po opuštěných krajích. Následkem tohoto šílenství jeho tělo zchřadne, šaty se mu rozpadnou a narostou mu dlouhé vlasy. V tomto až nelidském stavu se zatoulá do zahrad jedné ovdovělé hraběnky, kde ho objeví její služebnice. Zatímco se zotavuje, doslechne se, že hraběnka kdysi měla dvě panství, ale obě kromě hradu zabral sousední hrabě, který ji chtěl za manželku. Jednoho dne hrabě dokonce přijede k hraběnčinu hradu. Owain si oblékne vypůjčené brnění, vyjede, útočníka porazí, přivede ho zpět jako zajatce k hraběnce a donutí jej vrátit obě panství a zaplatit velké odškodnění. Vděčná hraběnka mu nabídne opatrovnictví svého majetku, ale Owain to odmítne, protože nechce nic, než se toulat po neobydlených koutech světa.

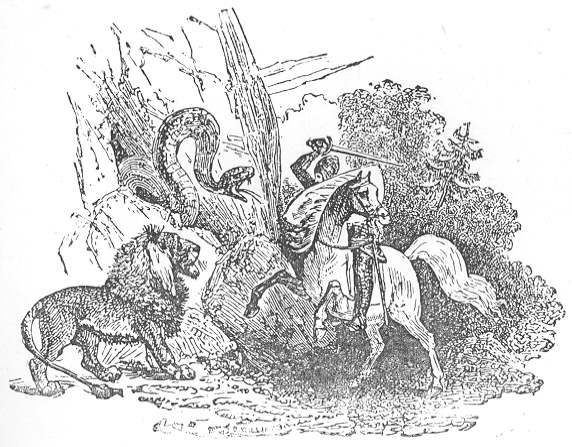
Owain pomáhá bílému lvu v boji s hadem, ilustrace z roku 1902

Při dalších potulkách Owain narazí ve skalách na velkého hada v konfliktu s čistě bílým lvem. Postaví se na jeho stranu a hada zabije. Od té doby jej lev následuje jako věrný společník a pomáhá mu v mnoha věcech, jako je například nošení dříví a lov zvěře. Nedlouho poté, když Owain sedí se lvem u ohně, zaslechne Luned, jak křičí z podzemního vězení. Škvírou v podlaze mu vysvětluje, že byla uvězněna komorníky Paní fontány kvůli jejímu přátelství s Owainem a že bude zabita, pokud se nevrátí, aby ji bránil.
Owain jede Luned zachránit a dostane se do nedalekého hradu, kde najde jeho obyvatele v hluboké beznaději. Příčinou je monstrózní zlobr, který zabíjí a požírá muže, Předchozího dne zajal syny hraběte a jako výkupné požaduje krásnou hraběcí dceru, která bude v případě vydání jistě znásilněna a zabita. Owain mu slíbí pomoc. Následující den vyjede se zlobrem bojovat a s pomocí lva jej zahubí. Ihned poté najde místo, kde Luned vězní. Objeví zde velkou hořící hranici, ke které vedou Luned dva muži. S pomocí lva nad nimi zvítězí. Luned je propuštěna na svobodu, Owain se s ní vrací do panství Paní fontány, se kterou se opět shledá. Vezme jí na dvůr krále Artuše, kde zůstane jeho manželkou až do konce svých dnů.
Zde by měl příběh končit, ale není tomu tak. Je doplněn bojem Owaina s Černým utlačovatelem. Na jeho hradě najde Owain dvacet čtyři krásných hraběcích dcer, jejichž manželé byli zabiti a jejich majetek ukraden. Černý utlačovatel je drží v ošuntělých šatech a ve stavu chudoby a bídy. Owain jej nakonec přemůže a sváže. Pak přijme jeho přiznání a slib, že se napraví a svůj hrad že přemění v obydlí pro slabé. Následujícího dne se Owain vrací s dvaceti čtyři ženami a s jejich majetkem, šperky a koni na Artušův dvůr. Tam žije až do své smrti jako velitel své družiny.
Owainův příběh tak začíná popisem zámku s dvaceti čtyřmi krásně oblečenými dámami a končí popisem stejného počtu zajatkyň Černého utlačovatele, které jsou nešťastné, opuštěně a chudě oblečené. Úvodní epizoda je plná obrazů bohatství, světla a zlatých a žlutých odstínů, zatímco tento závěrečný příběh je plný temnoty a špíny. Jde o dva různé pohledy na stejnou fantazii, jako by to vyjadřovalo změnu vnitřního pohledu hrdiny na svět.

### Geraint a Enid

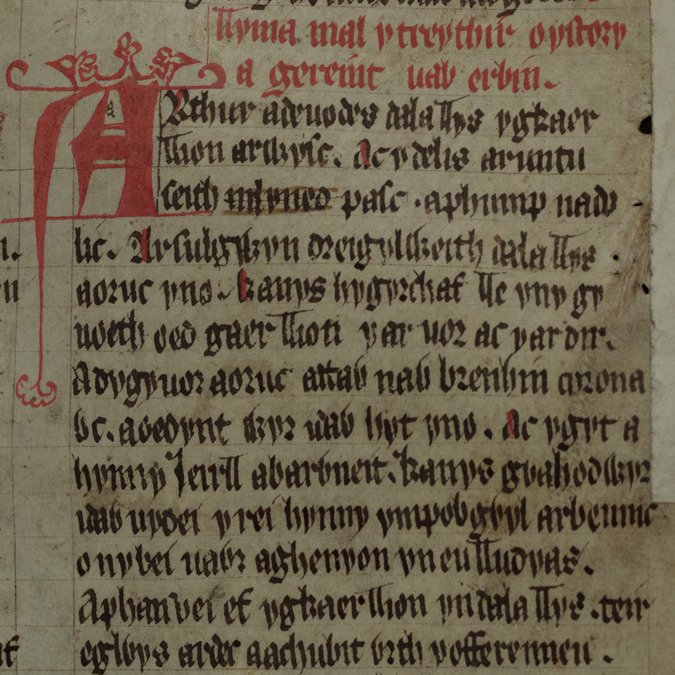
Začátek romance Gerainit a Endid v Červené knize hergetské

Příběh, také známý pod titulem Geraint, syn Erbina (Geraint fab Erbin), je analogický s dílem Chrétiena de Troyes Erec a Enide. Někteří učenci si myslí, že obě díla pocházejí ze společného ztraceného zdroje, zatímco jiní jsou přesvědčeni, že romance je založena přímo nebo nepřímo na Chrétienově básni, přičemž Chrétien mohl mít starší keltský zdroj. Na jedné straně se zde vyskytuje přepychová francouzská dvorská kultura 13. století, na druhé straně se vyprávění důsledně drží tradičního velšského vypravěčsko-rétorického systému. Podle některých učenců jsou obě díla založena na stejném zdroji nebo že je Erec dokonce založen na Geraintovi, ale jiní si myslí, že velšský autor jednoduše nahradil neznámé francouzské jméno jménem tradičního velšského hrdiny, které by jeho publikum znalo a spojovalo s hrdinstvím.
Příběh začíná na Artušově dvoře v Caerleonu, kde právě probíhá hon na bílého jelena (starověký keltský motiv). Během lovu se královna Gwenhwyfar (Guinevere), její služebná a mladý rytíř Geraint oddělí od zbytku lovecké skupiny. Potkají vysokého rytíře oděného v brnění, kterého doprovází hrdá dáma a jakýsi divně vypadající trpaslík. Dojde k urážce královniny služebné, tím i královny a pak i samotného Gerainta. Geraint přísahá, že pomstí tuto urážku a následuje rytíře do jeho panství. Přijíždí do města, kde pod patronací místního hraběte probíhá turnaj. Aby se ho mohl zúčastnit, musí dorazit v doprovodu dámy, kterou miluje. Vítěz vyhraje pro svou dámu sokola a obdrží titul Rytíř krahujec. Rytíř, který získal tento titul za poslední dva roky, je tentýž, který urazil královnu při lovu. Pokud vyhraje potřetí, získá status Rytíře krahujce natrvalo.
Geraint se na noc ubytuje u postaršího páru. Jde o původní vládce města, vyhnané novým hrabětem, který je patronem turnaje. Geraint od nich dostane povolení, aby na turnaji bojoval za jejich dceru Enid. Následujícího dne Geraint vyzve k boji stávajícího Rytíře krahujce, když mu řekne, že bojuje za dívku, která je krásnější a půvabnější a má ušlechtilejší rodokmen než jeho dáma. V následujícím boji Geraint nakonec srazí soupeře s koně, zjistí jeho skutečné jméno Edern fab Nudd a zbitého a potřísněného krví jej pošle ke dvoru krále Artuše, aby prokázal, že královna Gwenhwyfar byla pomstěna. Nového hraběte pak přesvědčí, aby obnovil postavení starého hraběte a vrátil mu majetek. 

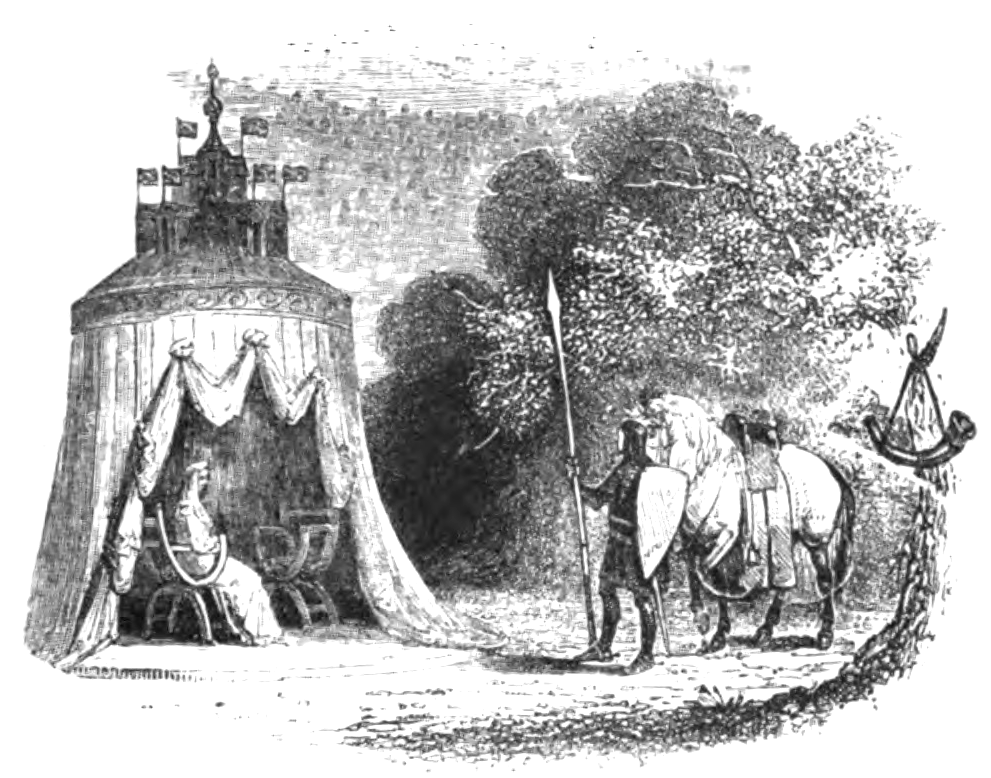
Geraint a Enid, ilustrace z roku 1877

Geraint se s Enid dohodne, že na dvoře krále Artuše uzavřou sňatek. Všichni včetně Enidiných rodičů přijedou na svatbu krásně oblečeni, jen u Enid Geraint trvá na tom, aby přijela ve svých starých, chudých a ošuntělých šatech. Chce, aby jí na svatbu oblékli Artuš s královnou. Mladý pár je pak oddán na honosné svatbě na královském dvoře. Geraint dostane právo darovat hlavu uloveného bílého jelena své manželce, čímž reputace Enid vzroste.
Brzy poté je Geraint s chotí povolán ke svému otci na jeho cornwallský dvůr, kde mu jeho otec předá vládu. Geraint si pak stále více užívá dvorských kratochvílí, protože nemůže najít nikoho, s kým by stálo zato bojovat. Šíří se zvěsti, že Geraint ztratil svou bojovnost a jeho poddaní začínají být zneklidněni. Enid je sužována smutkem nad tím, že není správnou manželkou, protože zdržuje svého manžela od jeho rytířských povinností. Když se Geraint probudí a najde ji, jak pláče u postele, špatně si vysvětlí situaci. Žárlivě věří, že touží po jiném. Vyskočí z postele, přikáže, aby jim oběma přivedli koně, a nařídí Enid, aby si na sebe vzala své nejhorší šaty. Oznámí jí, že se rozhodl vydat se na cesty, aby dokázal, že je stále rytíř, a že Enid pojede s ním. Pak jí přikáže, aby jela kus před ním a mlčela, dokud jí neosloví sám.
Pokaždé, když Enid zahlédne nějaké nebezpečí (například číhající loupeživé rytíře), Gerainta upozorní. Geraint pokaždé zvítězí, ale Enid hrubě napomíná, že porušila jeho příkaz mlčenlivosti a že si dokonce přeje jeho smrt. Stejně tak dochází k případům, že si některý z jejich hostitelů, u kterého zůstanou na noc, vyloží Geraintovu chladnost k Enid jako Geraintův nezájem o svou ženu. To má za následek jejich erotické návrhy, kterým ale Enid odolává. V jednom případě se odmítnutý nápadník (hrabě Dun) vydá ze svou družinou za Geraintem s Enid, aby jej zabil a Enid si vzal násilím, Geraint však nad ním i jeho muži zvítězí. 
Vše vyvrcholí, když se Geraint střetne s třemi obry, kteří právě zabili rytíře. Porazí je, ale je přitom těžce raněn. Uchýlí se s Enid na nedaleký hrad hraběte Limwrise. Zatímco leží v bezvědomí na nosítkách, hrabě dělá Enid návrhy. Když Endid zůstává Geraintovi stále věrná, hrabě ztratí trpělivost s jejím odmítáním a udeří ji. Její výkřik vede k tomu, že se Geraint probere a hraběte přemůže. To pak vede k usmíření mladého páru: Geraint se konečně umoudří a přestane s ostudným a nepřátelským zacházením se svou bezúhonnou manželkou a lituje svého chování. Pak se oba vrátí domů, kde se Geraint ujme vlády ve svém království.
Příběh o Geraintovi a Enid zařadil anglický novoromantický básník Alfred Tennyson  do svého epickeho básnického cyklu Idyly královské (Idylls of the King) již v jeho prvním vydání roku 1859.

### Peredur, syn Efrawga

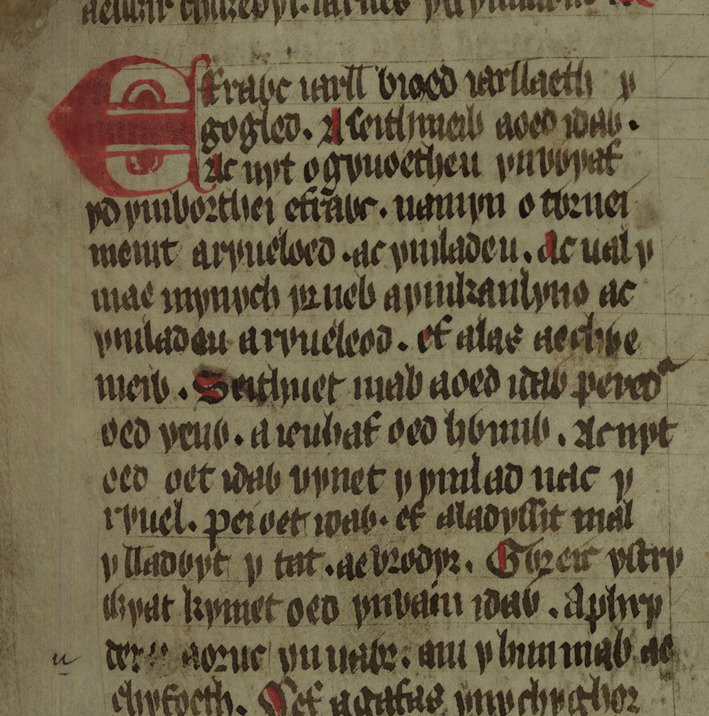
Začátek romance Peredur v Červené knize hergetské

Peredur, syn Efrawga vypráví příběh zhruba analogický s nedokončenou básní Chrétiena de Troyes Perceal aneb Příběh grálu (Perceval ou le conte du Graal). Jako u předchozích dvou romancí debatují učenci i zde o vztahu díla k Chrétienově básni a nyní převládá názor, že obě díla jsou na sobě nezávislá, ale že prvky v nich vycházejí ze starší předlohy. Mezi oběma díly existuje řada rozdílů. Sled některých událostí je ve velšské romanci pozměněn a objevuje se zde také mnoho původních epizod (například hrdinův pobyt v Konstantinopoli). Nejvýznamnějším rozdílem ale je, že ve velšské romanci chybí ústřední objekt francouzské básně svatý grál.
Jednotlivé epizody děje romance mají jen volnou souvislost, navazují na sebe pouze prostřednictvím postavy hrdiny a zobrazují Peredurův vývoj z neznalého mladíka na váženého člena kulatého stolu krále Artuše. Peredur je synem hraběte Efrawga, jehož jméno je etymologicky spojeno s Yorkem (velšský název pro York je Efrog). Poté, co jeho otec a šest bratrů padlo v bitvě, vychovává jej jeho matka v izolaci v lesích bez znalosti zbraní a v rustikální prostotě, protože je odhodlaná zajistit, že nikdy nebude rytířem jako jeho mrtví příbuzní. Chlapcovy vrozené bojové instinkty však nelze potlačit. Když vidí dva rytíře projíždějící kolem jeho lesního domu, okamžitě se projeví. Chlapcova matka nakonec uznává, že Peredur je předurčen následovat svého otce a jeho bratry do rytířských řad a pošle jej k Artušovu dvoru.
Ke dvoru dorazí ve chvíli, kdy přichází další rytíř, který vtrhne do síně, vytrhne komorníkovi pohár a vylije jeho obsah na tvář a hruď Gwenhwyfar (Guinevere). Poté vyzývá shromážděný dvůr, aby pomstil takovouto neslýchanou urážku, ale nikdo to nechce udělat, neboť všichni předpokládají, že by nikdo nespáchal takový zločin, pokud nebude ovládat magii. Po odchodu rytíře i s pohárem se Peredurovi Artušova rytířská družina posmívá a označuje jej za blázna s dětskými zbraněmi. Toho to ovšem nezastraší a požaduje pasovat na rytíře. Rytíř Cai (Kai) jej posměšně odmítne a následně ztýrá trpasličí pár, pobývající na dvoře, který Peredura oslovuje jako květ rytířstva. Cai také Peredura sarkasticky vyzve, aby pronásledoval rytíře, který urazil královnu a pomstil ji. Peredur to udělá a následně je pozván Gawainem, aby se s ním vrátil do síně a byl Artušem pasován na rytíře. Peredur to odmítne, dá Gawainovi od rytíře zpět získaný pohár, aby byl vrácen královně, a přísahá, že se nikdy nevrátí ke dvoru, dokud nebude Cai potrestán za jeho zacházení se dvěma trpaslíky.
Z Peredura se stane potulný rytíř. Zažívá řadu dobrodruřství  které začínají setkáním s potulným rytířem, který je Artušovým nepřítelem. Peredur tohoto rytíře porazí a pošle ho na Artušův dvůr, kde má slíbit králi věrnost a předat zprávu, že Peredur se nevrátí, dokud nebude Cai potrestán. Dojde k šestnácti dalším setkáním tohoto druhu, přičemž poražení nepřátelé jsou opět posláni na Arušův dvůr se stejnou zprávou. Cai je nakonec Artušem a jeho družinou pokárán a je ponechán ve strachu z vyhlídky na setkání s Peredurem.

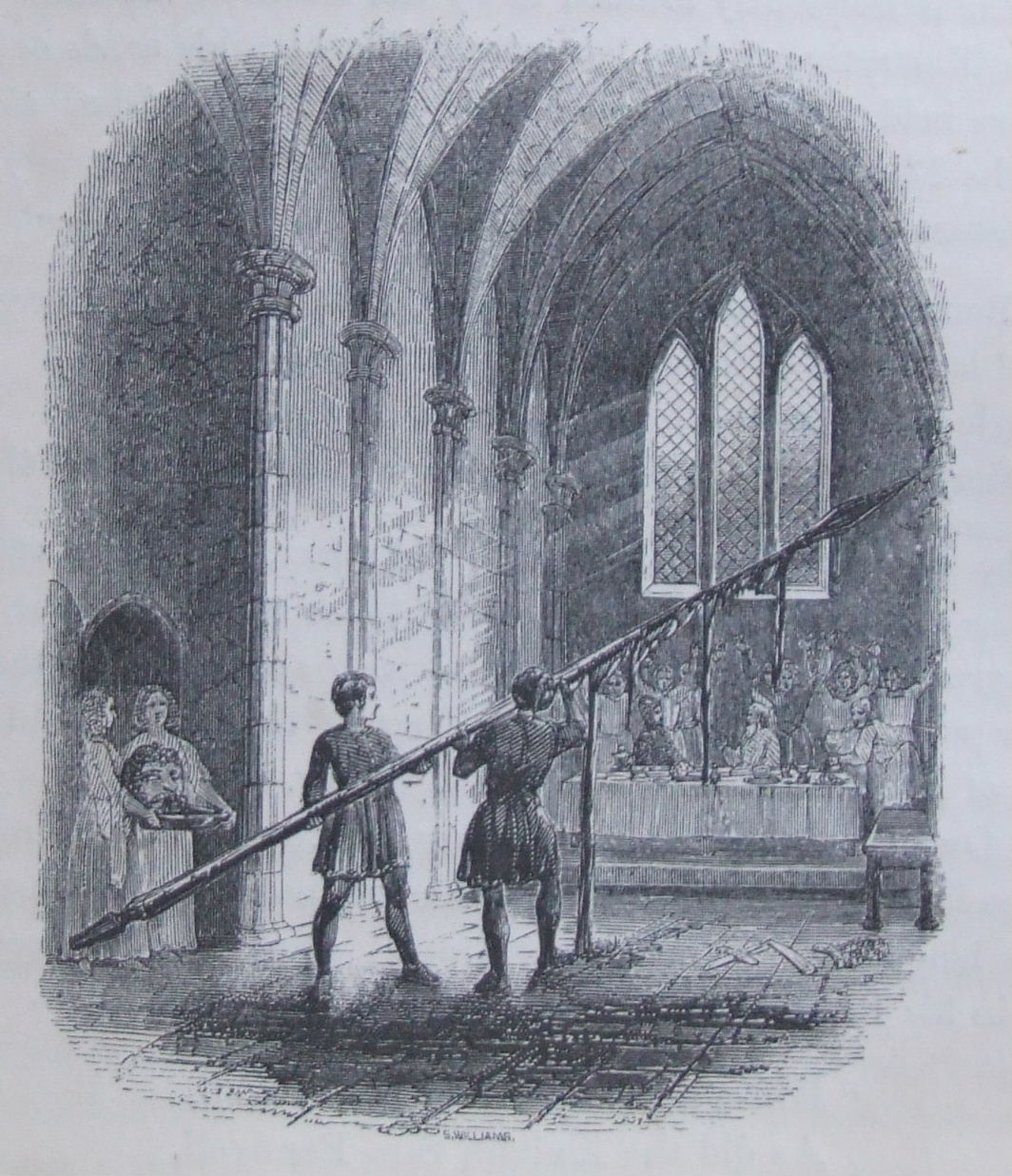
Peredur a krvácející kopí, ilustrace z roku 1902

Poté Peredur narazí na hrad u jezera, kde žije šedovlasý muž, který je bratrem jeho matky. Vyučuje Peredura v šermu a zasvěcuje jej do rytířských způsobů. Nakonec mu udělí radu: Pokud uvidíte něco divného, neptejte se na to, pokud není někdo dostatečně zdvořilý, aby vám to vysvětlil. Pak Peredur pokračuje ve své cestě a dorazí na druhý hrad, který vlastní chromý muž, který je také jeho strýcem, bratrem jeho předchozího hostitele. Zde se Peredur stane svědkem podivného průvodu s krvácejícím kopím a useknutou hlavou (hlavní odchylka od Chrétienova vyprávění, kde je místo hlavy uveden svatý grál), což vyvolává obrovský smutek přítomných, který však jeho strýc důrazně ignoruje. Podle rady svého předcházejícího strýce se Peredur zdrží jakýchkoli otázek a pokračuje v cestě za dalšími dobrodružstvími.
Na své cestě osvobodí paní podivného hradu pokrytého břečťanem od zvůle sousedního barona a pak navštíví horský hrad, jehož paní mu vypráví, jak okolní země dobylo a zpustošilo děsivých devět čarodějnic se silami příliš velkými na to, aby je někdo zastavil. Peredur jí nabídne pomoc a druhý den odrazí útok jedné z čarodějnic. Za ušetření jejího života je pozván na jejich hrad v Caer Lloyw (Gloucester), kde mu darují koně a zbraně a poskytnou mu bojový výcvik. Peredur zde pobývá tři týdny.  
Pak narazí na Artušovy rytíře. Protože mu brnění zakrývá i obličej, je jimi mylně považován za nepřátelského cizince. Nejprve se střetne s Caiem, kterého potluče, a pak se svým bývalým přítelem Gwalchmaiem. Nakonec, po dlouhém boji, si oba protivníci uvědomí svou identitu, usmíří se a Peredur se vrací na Artušův dvůr do Caerllionu. V tomto bodě přestává text Peredura korespondovat s Chrétienovým Percevalem, což lze chápat tak, že je již založen na čistě keltském zdroji.
Na Artušově dvoře se Peredur okamžitě zamiluje do ženy jménem Angharad Llaw Eurog. Angharad zpočátku odmítá jeho lásku a tak se Peredur zaváže, že nepromluví s žádným křesťanem ani slovo, dokud Angharad nepřizná, že ho miluje. Následně zažije několik dobrodružství, ve kterých vítězí nad obry, utká se se lvem, zabije jedovatého hada a zmocní se zlatého prstenu, kolem kterého byl ovinut. Nakonec místo Artuše porazí podivného rytíře, který vyzval a porazil řadu královských mužů. Když mu pak sama Angharad vyzná lásku, je svého slibu mlčení zbaven.
Peredur se brzy vydá na další cestu a opět zažije řadu dobrodružství. Porazí velkého černého jednookého muže, který terorizuje své tři krásné dcery. Ten mu pak řekne, že o oko přišel v tzv. Mohyle smutku, kde bojoval s hadem, který má v ocase kouzelný kámen poskytující bohatství. Popíše mu také cestu k mohyle, která vede přes dvůr Synů krále utrpení a dvůr hraběnky z Feats. Na cestě k mohyle se k Peredurovi připojí panoš Edlym. Na dvoře Synů krále utrpení přemůže Peredur s pomocí krásné ženy, která mu dá magický kámen, vraždící monstrum, na dvoře hraběnky z Feats přemůže jejích tři sta válečníků. Hraběnku ale odmítne a ta se pak vdá za Edlyma. Pak dorazí k Mohyle smutku, kde táboří tři sta strážců mohyly, kteří čekají, až had zemře, aby pak mohli mezi sebou bojovat o vlastnictví kamene. Peredur strážce přemůže, hada zabije a jeho kámen dá Edlymovi, který se vrátí ke své ženě.
Pak dorazí do krásného údolí, kde probíhá turnaj o ruku císařovny z Konstantinopole, která chce jen toho nejstatečnějšího muže, protože nepotřebuje bohatství. Peredur zjistí, že jde o tu samou ženu, která mu dala magický kámen, když se vypravil proti vraždícímu monstru na dvoře Synů krále utrpení. Peredur turnaj vyhraje, získá císařovnu za ženu a vládne s ní v Konstantinopoli čtrnáct let. Zde končí vyprávění tzv. kratší verze Peredura.
Delší verze romance pokračuje několika dalšími Peredurovými dobrodružstvími a jinou závěrečnou epizodou. V ní se Peredur od velice ošklivé černé kudrnaté ženy (tzv. loathly lady, tj. odporná dáma, známá postava z artušovské literatury s kořeny v keltské mytologii) dozví, že useknutá hlava, kterou spatřil na hradě svého druhého strýce, byla hlava jeho bratrance, kterého zabily čarodějnice z Caer Lloyw a které z jeho strýce udělaly chromce. Černá dáma je v skutečnosti další převlečený Peredurův bratranec, který se tak snaží naplnit proroctví, že Peredur činy čarodějnic pomstí.
Král Artuš pak s Peredurem a se svou družinou zaútočí na hrad čarodějnic. Během tohoto útoku Peredur sleduje, jak jedna čarodějnice zabije postupně tři rytíře z Artušovy družiny. Nakonec je pobídnut, aby se čarodějnici postavil on. Jeho počáteční neochota se vysvětluje tím, že mu čarodějnice dříve poskytly bojový výcvik. V boji Peredur třikrát vyzve čarodějnici, aby se vzdala. Nakonec čarodějnici zabije a Artuš se svými muži zbývající čarodějnice zahubí. Peredur tak pomstí své příbuzné a je oslavován jako hrdina.

### Poznámka
1. ↑  Překlad lady Charlotty Guestové totiž obsahoval i Příběh Taliesina (Hanes Taliesin), který je v současné době jako pozdější dodatek vynecháván (tento příběh byl zaznamenán až v polovině 16. století a ve vlastní Mabinogi jsou o legendárním bardovi Taliesinovi pouze útržkovité zmínky).